# Banho e Carvalhosa
Banho e Carvalhosa is een plaats (freguesia) in de Portugese gemeente Marco de Canaveses en telt 1470 inwoners (2001).